# Neobythites stefanovi
Neobythites stefanovi är en fiskart som beskrevs av Nielsen och Uiblein, 1993. Neobythites stefanovi ingår i släktet Neobythites och familjen Ophidiidae. Inga underarter finns listade i Catalogue of Life.